# Anna Hutchison
Anna Hutchison (Auckland, 8 de fevereiro de 1985) é uma atriz neozelandesa, mais conhecida por interpretar a personagem Lily em Power Rangers: Fúria da Selva, conhecida também pela participação no filme Wendy Wu: Homecoming Warrior, com Brenda Song e ainda por ter interpretado a personagem Laeta em Spartacus: War of the Damned.

## Filmografia
| Ano  | Título                  | Papel            |
| ---- | ----------------------- | ---------------- |
| 2006 | The Lost One            | Emma             |
| 2012 | The Cabin in the Woods  | Jules Louden     |
| 2012 | Rotting Hill            | Lizzy            |
| 2013 | Blinder                 | Rose Walton      |
| 2015 | Call to Duty            | Sarah Williams   |
| 2015 | The Right Girl          | Kimberly         |
| 2015 | Wrecker                 | Emily            |
| 2015 | The Night Before        | Kayla            |
| 2015 | Sugar Mountain          | Angie Miller     |
| 2016 | Drive By                | Lisa             |
| 2016 | A Firehouse Christmas   | Jenny            |
| 2017 | Vengeance: A Love Story | Teena            |
| 2018 | Encounter               | Jessica Flemming |
| 2018 | Purge of Kingdoms       | Cursey           |

| Ano     | Título                           | Papel                                |
| ------- | -------------------------------- | ------------------------------------ |
| 2002–04 | Shortland Street                 | Delphi Greenlaw                      |
| 2006    | Wendy Wu: Homecoming Warrior     | Lisa                                 |
| 2006    | Orange Roughies                  | Anja                                 |
| 2007    | Ride with the Devil              | "Pony" Gemmel                        |
| 2008    | Power Rangers Jungle Fury        | Lily Chilman / Yellow Cheetah Ranger |
| 2008    | Legend of the Seeker             | Bronwyn                              |
| 2009    | Underbelly: A Tale of Two Cities | Allison Dine                         |
| 2009–12 | Go Girls                         | Amy Smart                            |
| 2011    | Sea Patrol                       | Jodie                                |
| 2011    | Wild Boys                        | Emilia Fife                          |
| 2011    | Panic at Rock Island             | VJ Pilly                             |
| 2013    | Spartacus: War of the Damned     | Laeta                                |
| 2014    | Auckland Daze                    | Anna                                 |
| 2013–14 | Anger Management                 | Sasha                                |
| 2016    | Wrong Swipe                      | Anna                                 |
| 2016    | Cup of Love                      | Zoe                                  |
| 2017    | Amero Squad                      | Agent Andrea                         |